# 利斯堡 (愛達荷州)
利斯堡（英語：Leesburg）是位於美國愛達荷州萊姆哈伊縣的一個非建制地區。該地的面積和人口皆未知。

## 地理
利斯堡的座標為45°13′26″N 114°06′50″W / 45.22389°N 114.11389°W，而該地的平均海拔高度為2028米（即6653英尺）。